# فريدريك لاو
فريدريك لاو (بالألمانية: Frederick Lau)‏ (و. 1989  م) هو ممثل أفلام، وممثل تلفزي ألماني، بدأ مشواره المهني سنة 2000.

## جوائز
حصل على جوائز منها:
- الجائزة التلفزيونية البافارية [الإنجليزية]‏ (2011)[5]
- جائزة الفيلم الألماني [الإنجليزية]‏

## وصلات خارجية
- فريدريك لاو على موقع IMDb (الإنجليزية)
- فريدريك لاو على موقع مونزينجر (الألمانية)
- فريدريك لاو على موقع قاعدة بيانات الأفلام العربية
- فريدريك لاو على موقع ألو سيني (الفرنسية)
- فريدريك لاو على موقع أول موفي (الإنجليزية)
- فريدريك لاو على موقع قاعدة بيانات الأفلام السويدية (السويدية)
- فريدريك لاو على موقع قاعدة بيانات الفيلم (الإنجليزية)
- فريدريك لاو على موقع كينوبويسك (الروسية)